# 下館事件

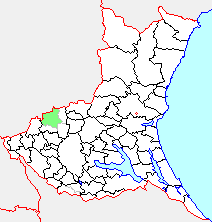
旧下館市の位置

下館事件（しもだてじけん）は、1991年（平成3年）9月に茨城県下館市（現：筑西市）でタイ人女性が殺害され現金約700万円の入ったバッグなどが持ち去られた強盗殺人事件である。
被害者のスナックで働くタイ人女性3名が逮捕・起訴され、被告人らは、被害者による借金返済を理由とした売春の強要などから逃れるために殺害したもので正当防衛であり、また金品の強奪を目的としたものではなく強盗にはあたらないなどと主張したが、裁判所は強盗殺人罪の成立を認め、第1審では懲役10年、控訴審でも懲役8年の実刑判決が下され確定した。
犯人のタイ人女性3名は人身売買の被害者であるとして支援のネットワークが広がり、他の同様の事件の支援活動のモデルとなった。また控訴審判決は、捜査段階での通訳人に必要とされる能力について判示した裁判例としても知られている。

## 概要
1991年（平成3年）9月29日朝、茨城県下館市のアパートの一室で、スナックを実質的に切り盛りするタイ人女性（当時28歳）が首などを刃物で刺されて殺害され、現金約700万円の入った被害者のバッグなどが奪われた。茨城県警察は、同居していたタイ人女性3名の行方を追い、同日午後に千葉県市原市のホテルに投宿していた3人に任意同行を求めて下館警察署（現：筑西警察署）に連行し、強盗殺人の容疑で逮捕した。取り調べで3人は、「工場やレストランで働くと言われて来日したが、被害者から350万円の借金があると言われて、スナックの客を相手に売春を強要された。パスポートなどは取り上げられ、外出や母国の家族への国際電話も自由にさせてもらえず、日常的な暴言や暴力で被害者に従わせられた。こうした境遇から逃れるために被害者を殺害して逃走した」旨を供述した。3人は、同年10月21日に強盗殺人の罪で起訴された。
裁判では、検察側と弁護側の主張は激しく対立した。罪状認否で被告人3人は、「お金をとるために殺したのではありません。逃げるために殺したんです」と強盗殺人を否認した。弁護団も、強盗殺人ではなく殺人と窃盗であり、殺人については被害者による監禁や売春の強要から逃れるためにやむを得ず殺害したものであり正当防衛にあたること、窃盗については証拠品が令状に基づかずに違法に収集されたものであり証拠能力がないこと、捜査段階での通訳人に能力が欠けており供述調書は信用性に欠けることなどを主張した。しかし、1994年（平成6年）5月に第一審の水戸地裁は、強盗殺人罪を適用して懲役10年の実刑判決を言い渡した。弁護側は控訴して争ったが、東京高裁は1996年（平成8年）7月の控訴審判決公判で、量刑こそ情状に照らして重すぎるとして破棄したものの、強盗殺人罪の成立は認めて懲役8年の実刑判決を言い渡した。弁護側・検察側とも上告せず、確定した。
この事件では、犯人とされたタイ人女性3名はむしろ人身売買の被害者であるとして、逮捕直後から様々な団体や個人がネットワークを形成して3人を支援した。1992年（平成4年）12月には「下館事件タイ三女性を支える会」（支える会）が発足して組織化された。支援活動は、差し入れや面会に始まり、拘置所内での処遇改善を求める申し立て、3人を日本に連れてくるのに関与したブローカーらに対する告発状提出、スナックの日本人経営者に対する未払い賃金請求訴訟の支援、さらには講演会やシンポジウムの開催、事件を描いた演劇の上演、3人の手記をもとにした書籍の出版などの啓蒙活動を広く行った。裁判支援と啓蒙活動を両輪で進める支援活動は当時珍しく、支える会の活動は、下館事件の前後に、道後（愛媛県）、新小岩（東京都）、茂原（千葉県）、桑名（三重県）、市原（千葉県）、四日市（三重県）などで相次いだ同様の事件での支援活動のモデルとなった。
また、控訴審判決では、捜査段階での通訳人は、日常生活で日本語で意思疎通でき一般常識程度の法律知識があれば足りるとされた。これは、捜査段階における通訳人に必要とされる能力について判示した裁判例として知られている。

## 背景

### 被害者
被害者は、当時28歳のタイ人女性Xであった。彼女は1983年（昭和58年）ころから来日するようになり、不法残留や不法入国などで2度の強制退去処分を受けていたが1986年（昭和61年）4月に日本に入国していた。事件当時は、日常会話程度であれば日本語を話すことができた。
日本では、タイから連れてこられた女性を暴力団関係者などのブローカーから買い取り、彼女らにスナックでの売春を強要して、その金をタイの両親に送金していた。事件当時は、茨城県真壁郡協和町（現筑西市）のスナックに勤め、同スナックの日本人経営者Y1が借りていた下館市のアパートの1号室に住んでいた。この2Kのアパートで7人のタイ人女性とともに寝起きし、同スナックでの売春を管理していた。また、2号室にも同程度のタイ人女性を住まわせ、多いときには十数人を支配下に置いていた。

### 加害者

#### 来日の経緯
加害者A

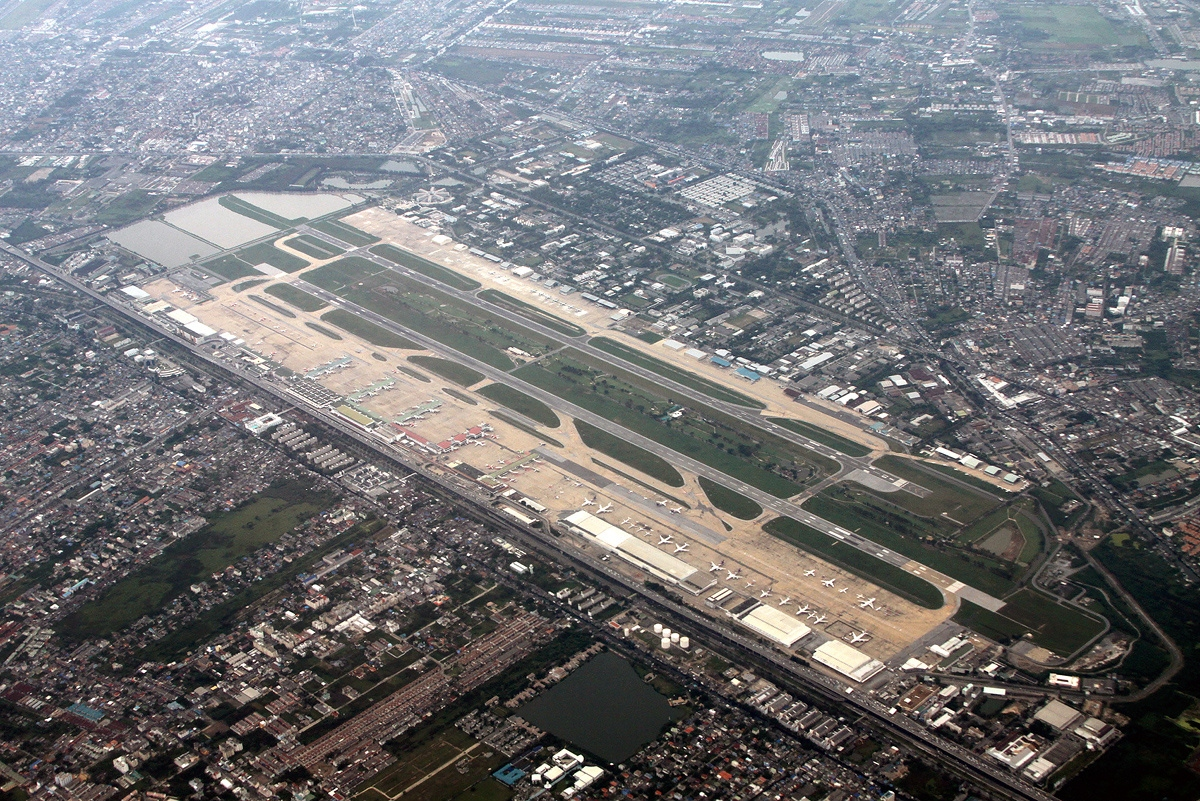
バンコク国際空港

加害者Aは、事件当時25歳であった。タイ北部チェンマイ近郊のバンコワで、農業を営む両親の次女（末娘）として生まれた。農家とはいえ農地は持たず、耕作するのはもっぱら借地であり、一家の生活は苦しかった。Aは小学校を卒業すると両親の農業を手伝った。その後、遠方の店舗や工場などに出稼ぎに出たり、実家に戻って農業を手伝ったりしていたが、1989年2月に出稼ぎ先で知り合った消防士の男性と結婚した。とはいえ、Aは結婚して仕事を辞めていたため夫婦の生活は決して余裕はなく、結婚後は実家への仕送りはできなくなった。結婚して1年ほど過ぎたころからAは病院の掃除の仕事を始めた。ここで「高校を卒業していれば看護助手になれる」と聞いたAは夜間中学に入学した。
一方、Aの両親は、Aが結婚する直前から新しい家を建てようとしていた。しかし、資金不足から建築は遅々として進まず、屋根や壁こそあったものの室内の仕切りはなく、浴室や寝室もなく、家財道具も満足になかった。また、父親は長く喘息を患っており、母親も足腰が悪くなっていた。タイでは伝統的に子どもたち、特に末娘が親の面倒を見る習慣があり、Aは何とか仕送りをして両親に少しでもましな生活を送らせてやりたいと考えるようになっていた。そんな折、知り合いから「日本に行って働かないか」と誘いを受ける。日本でレストランのウェイトレスとして働けば1か月に15,000バーツ稼げるという話であった。Aは家族と相談した上で、中学校は卒業直前の最後の学期を残して中退し、訪日を決めた。

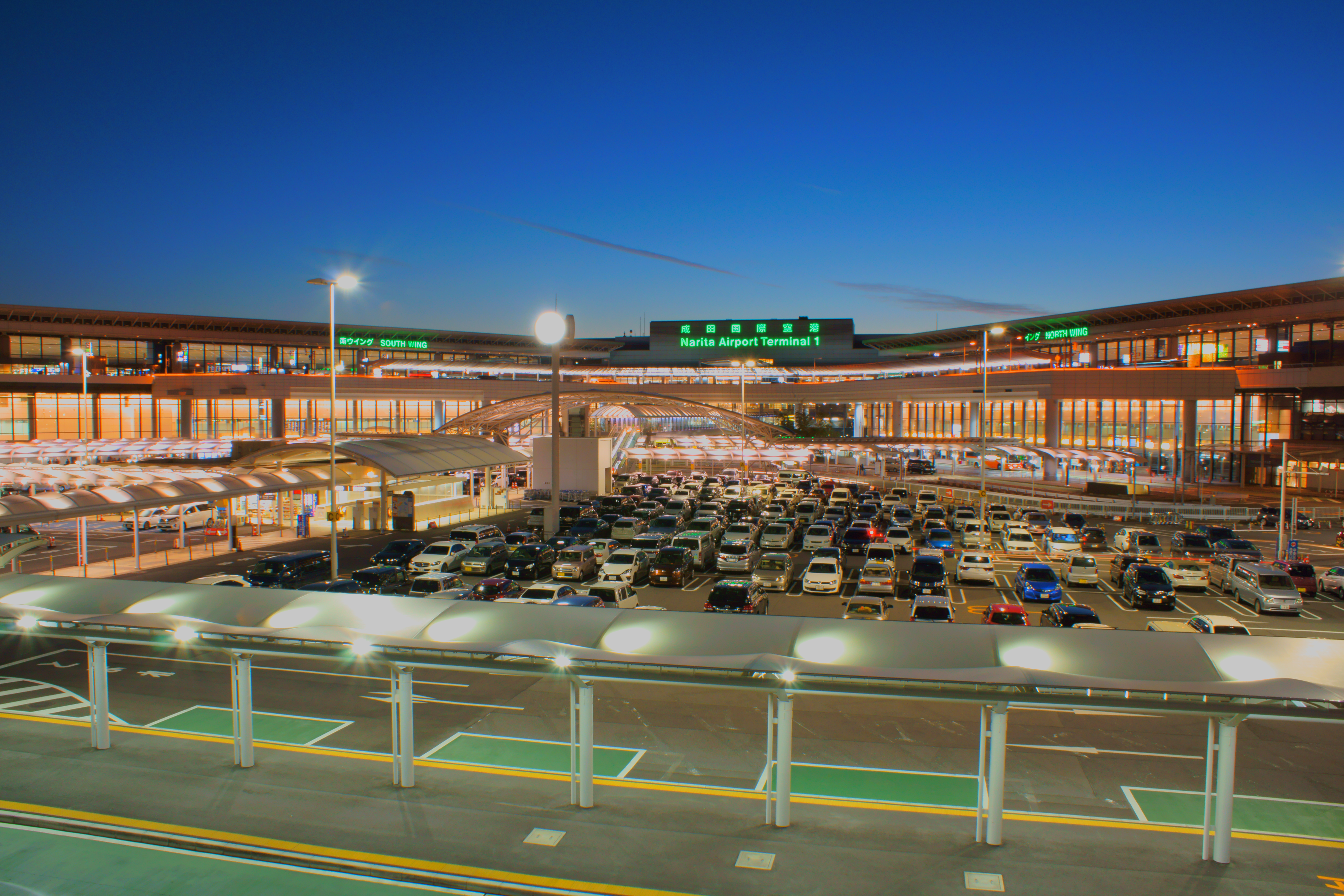
成田国際空港

バンコクで知り合いの知人を紹介され、パスポートやビザ取得の手続きや必要な費用はすべてこの知人が負担した。Aは90日間の観光ビザを取得すると、1991年（平成3年）3月16日、バンコクで紹介された知人とともにバンコク国際空港からの日本航空機で日本に入国した。成田国際空港に到着すると、バンコクを発つときに渡されたパスポートと見せ金の23万円を取り上げられ、Aはともに入国したタイ人女性らとバスやタクシー、車で連れまわされた。そして、バンコクで紹介された知人から何人かの手を渡り、最終的にともに入国したタイ人女性一人とともにXに引き渡された。その際、Aは、Xから最終的にAらをXに引き渡した人物に対して150万円の現金を渡しているのを目撃している。XはAらに「渡航費や日本での4か月分の家賃、食費などで350万円貸してある」と言い、売春で借金を返済するよう言い渡した上で、千葉県佐原市（現香取市）のアパートに連れて行かれた。
加害者B
加害者Bは、1966年1月生まれ。長女であったが、7歳の時に父と死別している。Bはもっと勉強したいと思っていたが父親のいない家庭では経済的に許されるはずもなく、地元の学校を卒業後はバンコク市内で店員として1年間働いた。その後、ナコンパトムの織物工場に移り、給料の半分は実家の母への仕送りに充てていた。Bは同じ工場で働いていた男性と知り合って結婚した。
このころ、Bは工場に出入りする者から日本の工場で働かないかと誘われた。渡航には350万円が必要になるが2か月働けば返せるという話であった。Bに相談された夫は本心ではBを日本に行かせたくはなかったが、強く反対はしなかった。Bはバンコク市内の会社を訪れ、日本のラジオやテープレコーダーを製造する工場での仕事だと聞かされて訪日を決めた。この会社が費用を負担してパスポートやビザを申請し、観光ビザを入手すると、1991年（平成3年）8月12日にオリンピック航空の旅客機で日本に向かった。同じ飛行機には、同じ会社の仲介で日本に向かう5名のタイ人が同乗しており、その中に、後にともに事件を起こすCもいた。BとCは機内で言葉を交わし、Cは日本でウェイトレスをすると話し、Bは工場で働くと答えた。
日本に着くと、日本まで同行したバンコクの会社の者に「なくすと仕事ができないし帰れなくなるから」とパスポートを預けるよう求められて従った。その後、4日間ほどホテルなどを転々とし、最終的にBはCとともに「自分のところには工場の仕事もある」などと言うXに引き渡されて茨城県下館市に連れてこられた。
加害者C
加害者Cは、1961年9月に生まれた。10歳で父の実家に預けられ、ラムカムヘン大学に進み法学部で学んだ。しかし、3年次のときに父の実家が火災に罹災したため中退している。
Cは、大学中退とほぼ同時期に軍人と結婚し、一女をもうけたが、後に離婚している。Cは娘を両親に預け、デパートの店員やホステス、さらにカフェの歌手として働いた。しかし、病気がちの両親や小学校に入学したばかりの娘の教育費などを考えると、もっと割のいい仕事が必要であった。
1991年4月ころ、友人からの紹介で、日本での仕事を紹介してくれるというバンコクの会社を訪れ、日本のレストランで1日2時間働けば時給1,000円になるという話を聞いて訪日を決めた。Cは90日間の観光ビザを取得し、Bらと一緒に1991年（平成3年）8月12日にオリンピック航空で日本に入国した。その後、Bと同じ経緯で下館市に連れて行かれた。

#### 日本での生活
Aの連れて行かれた千葉県佐倉市のアパートには、20数人のタイ人女性が暮らしていた。Aは佐倉市に着くとすぐにXにシャワーを浴びるように言われ、そのまま迎えの車で佐倉市内のスナックに連れて行かれて、その日から日本人客に売春を強要された。しかし間もなくXとスナックの経営者との間で金銭トラブルとなり、XはAらを引き連れて別の店に移り、さらにいくつかの店を転々とした。そして、1991年（平成3年）5月下旬に下館市内のアパートに落ち着き、ここから車で10分ほどの隣町の真壁郡協和町のスナックに通って客をとらされた。同年8月15日の夜にはBとCもこのアパートに連れてこられ、翌日から、Xに「タイからの渡航費などで350万円貸してある。だからしっかり働いて早く返せ。客と売春すれば工場なんかで働くより早く返せる」などと言われて、協和町のスナックで売春を強いられた。加害者らは、Xから日常的に暴言や暴力を浴びせられ、少しでも反抗的な態度を見せると殴る蹴るの暴行を受けた。パスポートやIDカードは取り上げられ、「逃げたら殺す」「タイの両親も殺す」「殺し屋を雇うのは簡単だ」などと脅迫されていた。特に、「逃げたら親も殺す」という脅しは、子どもが親を不幸にすれば来世で報いを受けるとする仏教が生活に根付いているタイ人にとっては深刻なものであった。
さらに、Xやスナックの日本人ママY2（同スナックの日本人経営者Y1の妻）は「警察とやくざは友達」などと言っていたため、加害者らは警察にも頼れなかった。アパートからスナックへはY1などが運転する車で移動し、それ以外の外出は買い物でさえもXと一緒でなければ許されないという監禁状態であった。タイから届いた手紙は捨てられ、国際電話を掛けただけで厳しい叱責を受けることもあった。
こうした状況の中、加害者らは体調が悪い日も生理の日も売春を強要された。日本人客からは屈辱的な行為を要求され、断ると暴力を振るわれ、さらに加害者に「サービスが悪い」とクレームを入れられて加害者からも暴言や暴力を浴びせられた。スナックでのホステスとしての賃金は支払われず、2時間2万円、泊まり3万円の売春代金は借金返済の名目ですべてXが受け取っていた。下館市のアパートの家賃は5万2千円で、この部屋に8人で住んでいたにもかかわらず、一人2万5千円が家賃として借金に加算されていた。そのほかに食事代や衣装代から外出時の缶ジュース代までもが借金に加算された。さらに、日本人はやせた女が好きだからと1キロ太ったら2万円、3日間客がつかなかったら2万円、7か月たっても借金を完済できなかったら10万円などの罰金が上乗せされ、借金は容易に減らなかった。加害者らが自由に使えた金は客からのチップだけであったが、それもXに見つかれば取り上げられて借金返済に充てられた。
Xはタイ人同士で話しているのを見ただけで、逃げる計画をしていると勘違いして口汚く罵り、殴りつけることもあったため、同じアパートで暮らしていながらタイ人同士で会話を交わすことも少なく、お互いの本名も来日の経緯も知らなかった。それでもAとCは、ある日Aが「辛いねぇ」と漏らしたことをきっかけに親しくなり、時にはXを殺したいとまで言いあうようになっていた。しかし、Xが不在の日に二人が買い物に行ったことを知ったXは、二人が親しくすることを禁じて二人が同じ部屋で寝ないようCにXと同じ部屋で寝るよう命じ、スナックでも常に監視するようになった。また、Bは同じ飛行機で来日したCを何かと頼りにし、何かあったら二人で一緒に逃げようと話すこともあった。

## 事件発生

### 犯行
1991年（平成3年）9月28日の夜、BとCは2人組の客に買われ、それぞれ同じホテルでの売春を終えて、翌29日3時ころ一緒にアパートに戻った。アパートには、Xと、この日は客の付かなかったAがおり、他のタイ人女性は泊まりの客が付いたなどで不在であった。
29日6時ころ、AはCを起こし「逃げよう」と声を掛けた。CはBを起こして仲間に加えたが、AはBも一緒に逃げるとは考えておらず、CがBを誘ったことを不審に思ったと後に語っている。7時ころ、3人はありあわせの凶器を持ち寄って寝ているXに近づいた。Aによれば、この時、部屋に飾ってあったタイ国王の写真に向かって手を合わせ、「もしXの運命もこれまでなのならば、どうか静かに眠ってください」と祈ったという。Xが寝返りを打って上を向いた瞬間、まずBが果物ナイフをXの首の右下に突き刺した。次いでAが酒瓶でXの頭部を強打し、酒瓶は割れて飛び散った。その後3人はさらに鍬や包丁でXを執拗に攻撃した。
Xが動かなくなると、3人はXがいつも肌身離さず持ち歩いていたウェストバッグとカバンなどを奪った。3人はこの中に自分たちのパスポートが入っていると考えていた。さらに、Xが身に着けていた貴金属を外して持ち去った。そして、急いで自分たちの荷物をまとめるなどして、一部はXの返り血を浴びた服のままアパートから逃げ出した。うち1人はパジャマであった。アパートから逃げ出した3人は、近所のスーパーマーケットの公衆電話からタクシーを呼んだ。そして、Aが以前に働いていた茨城県つくば市のスナックに向かった。しかし、店は閉まっていたため、3人はAがそのスナックでの売春で利用していたラブホテルに入った。そこで血の付いた服を着替えるなどした3人は、入室してわずか20分後の9時15分ころ、再度タクシーを呼んだ。3人は日本の地理は不案内で、どこに逃げたらいいのか全く分からなかった。3人は、Aが以前の店で客からもらっていた名刺をタクシー運転手に示し、運転手はそこに記された市外局番を頼りに千葉県市原市に向かい、市原市五井のビジネスホテルで3人を降ろした。
3人は11時30分ころホテルにチェックインするとシャワーを浴びてホテル備え付けの浴衣に着替え、途中で買った弁当を食べた。また、Xの血が付いた貴金属類を洗うなどしていた。そして、Xから奪ったカバンなどを開けると、そこには3人のパスポートとともに約700万円もの現金が入っていた。3人はそれを分け合った。

### 捜査

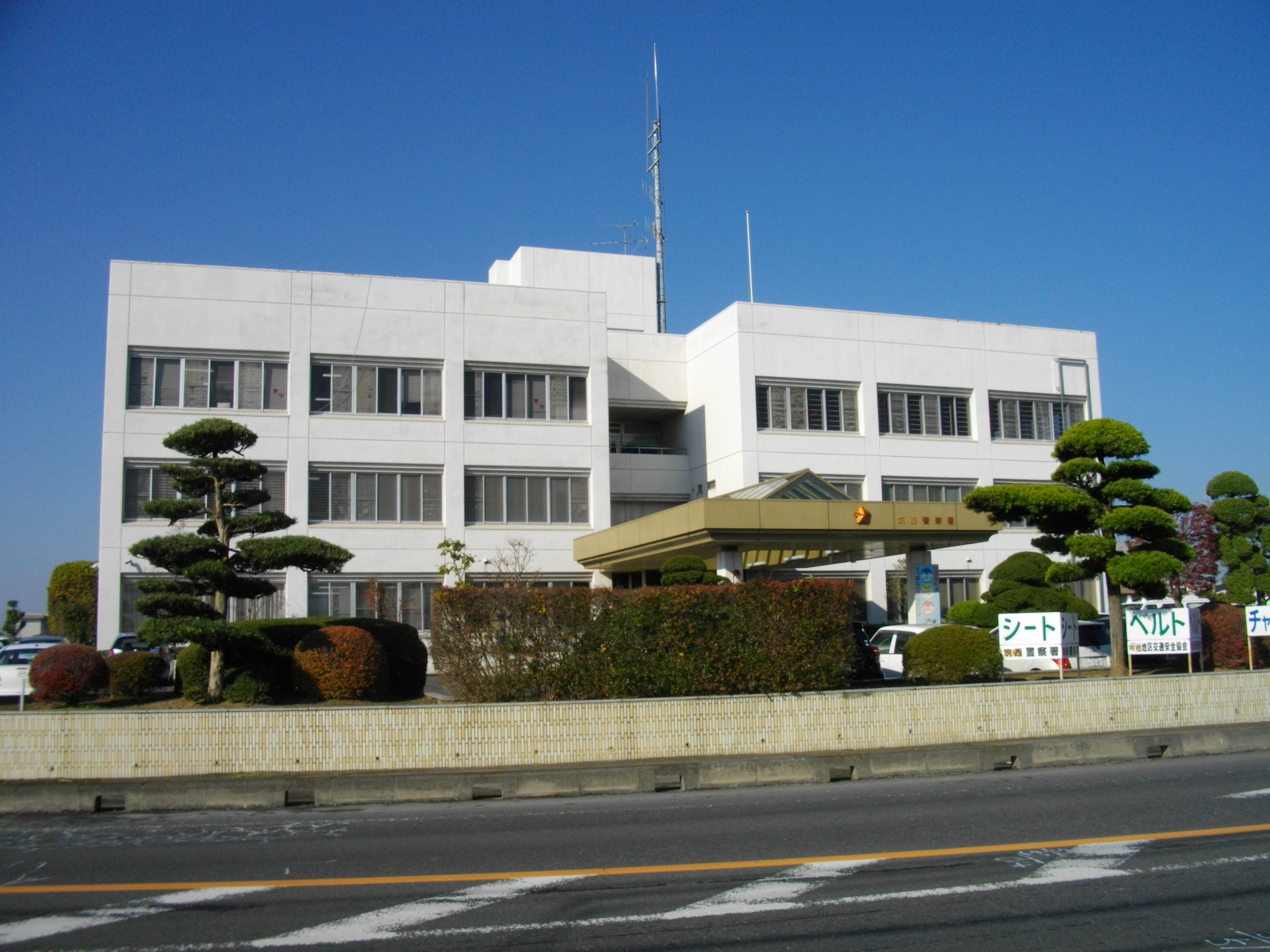
下館警察署（現筑西警察署）

事件は、同居していたタイ人女性が帰宅したことで発覚した。この女性はすぐに隣のマンションに住むY1に伝え、Y1は直ちに自分の車でXを下館市内の病院に連れて行ったが、Xはすでに死亡していた。発見当時、Xの右頸部には果物ナイフが突き刺さったままであった。なお、後日Xの遺体は行旅病人及行旅死亡人取扱法にもとづいて火葬された後、その遺骨は11月末になって身元を確認した父親と妹によって引き取られた。
事件発覚を受けて茨城県警察は緊急手配を敷いた。早くも事件当日の1991年（平成3年）9月29日午後には、3人を市原市のビジネスホテルに運んだタクシーの運転手から情報が寄せられた。ホテルの支配人に問い合わせると、確かにタイ人らしい不審な女性3人が滞在しているということであった。ただちに下館警察署の警察官と市原警察署の警察官がこのビジネスホテルに向かった。
13時ころ、市原警察署の警察官がホテルに到着した。警察官はホテルの支配人と部屋へ向かい、ホテルの支配人が部屋のドアをノックしたが反応がなかったため、捜査令状はとっていなかったがマスターキーで鍵を開けさせて室内に入った。部屋に入ると、警察官は3人に英語でパスポートの提示を求め、3人からパスポートを受け取った。13時25分ころには下館警察署の警察官も到着し、英語や身振りを交えて所持品を見せるよう求め、バッグの中に血痕の付着している衣類や貴金属類を発見した。そして、3人に身振り手振りで服を着替えるように指示し、英語や身振りで任意同行を求めた。3人は特に抵抗することもなくこれに従った。
14時ころ、3人を乗せた捜査車両はホテルを出て市原警察署に向かった。3人をホテルまで運んだタクシー運転手に面通しさせるためであったが、市原警察署に着くと、面通しはつくば中央警察署で行うとの連絡が入り、すぐにつくば中央警察署に向かった。つくば中央警察署でタクシー運転手から、つくば市のホテルから市原市のホテルまで乗せた3人に間違いないとの証言を得た後、3人は下館警察署に連行され、17時5分ころ到着した。下館警察署では、通訳人を介して事情聴取が行われ、所持品を任意提出させて領置手続きをとった。3人は、22時30分ころ強盗殺人の容疑で緊急逮捕され、10月21日に同罪で起訴された。

### 支える会の結成
事件が新聞で報道されると、これを見た真宗大谷派の僧侶である杉浦明道がいち早く支援に動いた。杉浦は、1988年（昭和63年）に名古屋入国管理局からの依頼を受けて自殺未遂を起こした仏教徒のタイ人女性を寺で約1か月間保護したことをきっかけに、「滞日アジア労働者と共に生きる会」（あるすの会）の事務局員・「仏教国際連帯会議」の女性問題担当としてタイ人女性の支援に関わっていた。1989年（平成元年）には、愛媛県松山市で発生した同様の事件道後事件の支援活動を行った経験もあった。また、同じく新聞報道で事件を知った「つくばアジア出稼ぎ労働者と連帯する会」のメンバーも、10月1日に下館警察署を訪れて面会と差し入れを行っている。
杉浦や「連帯する会」のメンバーらは、女性の家HELPの顧問弁護士であった加城千波に弁護を依頼したことを皮切りに、支援体制を構築していった。加城は10月11日に加害者と初めて接見したが、ここでBから強制売春の実態を聞かされて衝撃を受けた。さらに、3人は強盗目的や事前の謀議は強く否定した。加城弁護士は、その内容を取り調べで供述することと、自らが話していない内容の調書には署名せず訂正を求めるよう助言した。これに対して彼女らは、調書には自分たちの主張通り書かれているから大丈夫だと繰り返し述べた。
1992年（平成4年）12月には、「アジア出稼ぎ労働者を支える会」「アジアの女たちの会」「仏教国際連帯会議日本会議」などが呼び掛けて「下館事件タイ3女性を支える会」（支える会）が結成され、在日外国人を支援している様々な民間団体が参加した。

## 第一審

### 一審の経過
起訴後に開示された供述調書は、弁護団らによってタイ語に翻訳されて3人に渡された。そこには、事前に被害者を殺して金を奪って逃げようと相談して実行したと、3人の主張とは異なる内容が記載されていた。3人は驚き、弁護団に対して「こんなことは言っていない」「『殺しました』『バッグを持って逃げました』と言っただけだ」と供述調書の内容を否定した。1991年（平成3年）12月18日、水戸地方裁判所下妻支部で初公判が開かれ、3人は罪状認否で「お金をとるために殺したのではありません。逃げるために殺したんです」と強く主張し、「強盗殺人」とした起訴状の一部を否認した。弁護団も、場当たり的な犯行や逃走過程からも事前に共謀した事実は認められず、また、「殺害以前に金品を奪う意思はなく、強盗殺人は成立しない」として殺人と窃盗であるとし、殺人は、人身売買や暴行、強姦の被害から逃れるためのものであり、「合法的な手段での逃亡や救出を期待できない状況下の正当防衛である」と主張した。さらに、1992年（平成4年）2月12日の第2回公判では、弁護団が意見書を提出し、市原市のホテルで客室や所持品を調べた際に捜索令状もなく警察手帳の提示もされなかったこと、通訳が同行していなかったため下館警察署への連行が任意であることも伝えていないことなどから、検察官が証拠申請している供述調書や3人の所持品は違法に収集されたもので証拠能力がないと主張するなど、裁判の冒頭から検察側・弁護側は激しく対立した。
7月1日の第6回公判、8月19日の第7回公判には、スナックの日本人経営者Y1とY2が証言に立った。2人は、スナックでは売春行為は厳禁だったと証言した上で、スナックの従業員には時給3,000円を払っており、3人の給料も被害者に渡していたと主張した。さらに、被害者と3人は親子のような関係で、時に厳しく接することもあったが、事件当時は外出も比較的自由だったとして、3人が監禁状態だったことを否定した。この証言に対して、3人や弁護側は、客が従業員を連れ出す際には店に迷惑料として5,000円を払っており、被害者がいないときはY2が代わりに売春代金を受け取っており、何より客を売春に誘う言葉を教えたのは経営者らであるとして、経営者らが売春行為を強いられていたことを知らなかったはずがないと反論している。
3人の取り調べには、留学生を含む地元に住む多くのタイ人が通訳人として関わっていた。1993年（平成5年）2月17日の第13回公判には、取り調べ段階でのCの通訳人が証人として出廷した。このタイ人の通訳人は、メモも取らずに正確に訳したと証言したが、「供述調書の意味が分かりますか？」と問われて、「わかりやすいセツメイ、してもらえますか。わかりません。」と答えた。さらに、Aを担当した別の通訳人は、日本の刑事手続きについては「知りません」と述べ、「『（被害者）を殺したあと現金や貴金属を奪おうと考えた』という文の意味が、『点』をどこに打つかによって二通りの意味になることがわかりますか？」との質問への答えは「イミ、ひとつ。（被害者）死んでる」であった。弁護側は、取り調べ時の通訳人は著しく能力や適性を欠き、供述調書はこうした通訳人を通じて誤った内容が記載されたものであるので、供述調書は信用性に欠けると強く主張した。なお、この時Cは「3人が事前に共謀していたと話していたことははっきり覚えている」旨を証言したが、それは「今回証人に立つにあたって、検察から事前に話を聞いた」「今日午前中に検察に行って、検察官から『3人が事件の前に相談をしていたことを覚えていますか？』など、事件についてある程度説明され、そのことが記載されている調書を見せてもらったから」であると述べている。
その後、支える会のメンバーの証人尋問などを経て、9月22日の第18回公判以降被告人尋問が行われて第1審の審理を終えた。

### 論告求刑
1994年（平成6年）2月6日、第23回公判が開かれ、検察の論告求刑が行われた。その内容は、3人の法廷での主張を「弁解のための弁解」であると否定し、供述調書とY1・Y2の証言に拠るものであった。
論告では、まず取り調べ時の通訳人について「日本に長期間（短い人で六年間）滞在し十分な通訳能力を有する」と主張し、取り調べ時の通訳人は能力・適正に欠け供述調書には任意性・信用性がないとする弁護側の主張を、「取調べ及び読み聞け時の通訳が客観的かつ正確になされたことは、被告人らの取調べに立会通訳した、四名のタイ人通訳の当公判廷での証言で十分証明されている」と一蹴した。供述調書の内容も「内容的にも無理がなく自然なもの」で高い信用性がある一方、被告人らの法廷での「殺害後に初めて財物奪取の意思を生じた旨の弁解は極めて不自然で、到底信用することはできない」と主張した。また、弁護側の正当防衛の主張については、被害者は就寝中に無防備な状態で一方的に殺害されたもので「（被害者）による被告人らに対する急迫不正の侵害など全く存在しなかったことは明らかである」と反駁し、違法捜査の主張にも、「捜査にあたった警察官は適法な捜査をして」いるとして、問題ないとの認識を示した 。
そして、3人は「売春の明確な目的を持ち若しくはその覚悟で」不法に入国し「逃走資金と多額の利得を得るために、同じタイ国女性である（被害者）を殺害し、現金や貴金属を奪い取ったもの」であると断定し、「犯情は悪質で、被告人らの本件犯行動機に酌量の余地はない」と強調。計画的犯行で、犯行態様も「冷酷にして残虐なもので、極めて悪質」とし、さらに、「スナックで稼働していたタイ人ホステスが、タイ人抱え主（ボス）を殺害し、金品を強奪した事件として新聞などに大きく取り上げられ、社会的影響も大きい」「被告人らのように売春に従事するタイ人ホステスに限らず日本に残留する不法就労者」と「それら外国人による犯罪も増加の一途をたどっている」と指摘し、「それら外国人に対する一般予防の見地も十分に考慮に入れ、司法の厳正な処罰が要請される」として、3人に対して無期懲役を求刑した。
この論告求刑に対して、弁護団や支える会は 、「タイ人は売春婦だ。好きで売春しているんだ。外国人は犯罪を犯すのがあたりまえ」という差別的な偏見に基づく「驚くべき排外主義的な見解」であると反発した。

### 最終弁論
1994年（平成6年）3月30日の第24回公判で、弁護側の最終弁論が行われた。弁護団は、改めて、金品を強奪することが目的の強盗殺人ではなく殺人及び窃盗であること、殺人については人身売買と強制売春から逃れるための正当防衛であること、窃盗についても証拠品は違法収集されたもので証拠能力がないことを主張し、無罪を求めた。
弁護団は、まず「下館事件を正しく評価するためには、まず被告人らが受けたこの想像を絶する恐怖、絶望、悲しみ、苦しみ、そして痛みを、同じ人間として理解することが必要である。被告人らの受けたこれら甚大で深刻な被害は、下館事件の重要な背景であるとともに事件の本質でもあり、これを抜きに論ずることはできない」として、人身売買と強制売春の実態から論じた。国際的な人身売買組織とタイ人女性を日本に送り込むシステムの存在を指摘し、「売春の強要」は被告人らの立場から見れば「強姦の被害」であり、そこからの脱出や救出は現実的に極めて困難であると主張した。
そして、被告人それぞれの来日に至る経緯や来日後の状況を述べた後、強盗殺人罪で無期懲役を求めた求刑に対して、検察は被告人らが国際的人身売買の被害者であるという事件の本質を否定ないし無視しており、「かりに捜査段階での自白調書をすべて信用するとしても、犯行動機は『被害から逃れること』であり」「重刑を規定した法が予期している『強盗殺人罪』とは異質な犯行であることは明白である」と主張。論告の言う「一般予防の見地」「同種事犯の再発を防止するため」とは、被告人らと同様の状況に置かれている人身売買の被害者に対して「『逃亡を企てるなどすべきでない。被害に甘んじるべきだ』と言っているに等しい」と批判した。さらに、事件の過程で莫大な利益を得た人身売買組織のブローカーやY1・Y2といった事件の背後にいる巨悪を放置し、「三女性のみを処罰したり、重刑で臨むことがいかに法の正義にかなわないことか、一見して明白である」「この事件を女性たちと（被害者）との関係にのみ集約することは許されない」と指摘した。
最後に、「犯行の動機は、最大限に情状酌量されるべき」「周到な計画的犯行であるとは到底言えない」「彼女たちに前科前歴は」なく「再犯のおそれはまったくない」などの情状を述べた上で、改めて無罪を訴え、「正義にかなった判決」を求めて最終弁論を終えた。

### 一審判決
1994年（平成6年）5月23日、14時過ぎから判決公判が開かれた。小田部米彦裁判長が言い渡した判決は、「被告人三名をそれぞれ懲役一〇年に処する。未決勾留日数のうち八〇〇日をそれぞれの刑に算入する」であった。
判決は、まず、捜査段階での通訳人の能力について、「これまで相当回数にわたり法廷外における通訳を経験している者であり」、「通訳の正確を期しており、被告人らの述べる言葉、取調官の質問を適当に省略したり、故意に誤訳したりなどしたような形跡は窺われない」「被告人らの立場を理解し、これに同情を寄せている者で、敢えて被告人らに不利に、事実を曲げて通訳をするなどと言うことは到底考えられない」などとして、「通訳の正確性、公正性に疑いを差し挟む余地はない」と弁護側の主張を退けた。また、供述調書の任意性については「任意性を疑うべき余地は全くない」、信用性についても「具体的かつ詳細で、迫真性、臨場感に富んでおり」「前後矛盾なく、極めて自然、かつ、合理的である」「客観的な事実関係や諸状況ともよく符合している」ことなどから「信用性は優にこれを認めることができる」、押収品などが違法収集されたもので証拠能力がないとの主張は「一連の手続きに何ら違法とすべき事情は認められず」「証拠能力を否定すべきいわれは全く存しない」などとしていずれも弁護側の主張を退けた。
最大の争点であった金品を強奪する意思の有無についても、「被告人ら三名は、（被害者）を殺害してパスポートや現金、貴金属等を奪うことについて最終的に意思を通じ合い、前記認定どおりの犯行に及んだ」と認定し、「被告人ら三名の間に、本件共謀が成立したもの、と認めるのが相当である」とした。さらに、正当防衛の主張についても、被害者が就寝中の犯行であることから「急迫不正の侵害が現存しなかったことはもとより、防衛の意思すら存在しなかったものであることが明らかであって、正当防衛の概念を入れる余地は」ないとして、これも弁護側の主張を退けた。
その上で、「翻って本件をみるに、その発端、要因は、非合法なルートを通して被告人らを買い取った被害者において、法外な利益を収めようとして、被告人らに有無を言わせず、前述のような人権を全く無視した非情、苛酷な扱いをしたことにあるのであって、責められるべき点は被害者の側にも多々存するといわなければならない」「被告人らは、無法な人身売買組織の手にかかり日本に入国し、法外な値段で取引の対象とされ、被害者の管理下に置かれ、（中略）その精神的、肉体的苦痛、屈辱、不安は極めて大きかったものと思われる」などとし、特にAは6か月の長期にわたってこのような状況に置かれ「その間の苦痛、屈辱等も想像を絶するものがあったと思われる」と指摘。「広く各地で、右同様、外国人女性に対し被告人らに対すると同様の行為を強いて暴利を得るなどしている者らに対し、改めてその非を悟らしめる契機となったであろうことも優に窺われるところであり、この点も、被告人らの情状を考えるにあたって看過することはできない」などの情状を認定して、「無期懲役刑を選択し、酌量減軽のうえ、被告人らをいずれも懲役一〇年に処する」と判断した。
人身売買と虐待の事実を認定し、死刑または無期懲役が法定刑の強盗殺人に対して情状酌量して懲役10年とした判決を、報道機関各社は「温情判決」と伝えた。しかし、裁判長が判決理由の朗読を終え法廷通訳人がタイ語で要旨を読み上げると、被告席からの嗚咽の声が法廷に響いた。3人は何より「強盗殺人」と認定された判決に納得できなかった。6月6日、3人は東京高裁に控訴した。支える会の中心メンバーの一人である千本秀樹は、「仮に量刑がもう少し重くても、殺人および窃盗とされていれば、控訴するかどうかについて、もっと悩んだのではあるまいか」と3人の心情を推し測っている。

## 支援活動と民事訴訟

### 支援活動の広がり
1992年（平成4年）12月に結成された支える会は、3人に対する面会や差し入れ、手紙のやり取りなどの活動を進めた。1993年（平成5年）3月2日には拘置所に対して待遇に関する要望書を提出。同月6日には新小岩事件・茂原事件の支援団体と合同の集会を開催するなど、同様の事件の支援団体と交流して集会やデモ活動などをともに行うこともあった。こうした活動がマスメディアで報道されたこともあって、支える会には学生や研究者、ジャーナリストなど多様な立場の個人が参加し、支援の輪は大きく広がっていった。多様な人たちが参加したことで、事件を主題とした演劇の上演や3人の手紙を中心とする書籍の出版など活動の幅も広がった。
また、支える会は、公平な裁判を求める署名運動にも取り組み、1993年（平成5年）10月時点で4,000筆、1995年（平成7年）3月時点で5,000筆を集め、最終的には9,000筆を超えている。
1994年（平成6年）3月12日・13日の2日間、早稲田大学の国際会議場で「女性の人権アジア法廷」が開催された。ここでの報告をきっかけに下館事件はアジア諸国からの注目を集めることになった。すでに第一審の終盤であったが、急遽タイなど東南アジア各国で公正な裁判を求める署名運動が行われ、在タイ日本国大使館と水戸地裁下妻支部に合わせて2,000筆超の署名が提出された。また、バンコクでは判決直前にデモ活動も行われた。

### 刑事告発と民事訴訟
1993年（平成5年）8月22日、支える会と弁護団は、3人をタイから日本へ連れてきた現地のリクルーターやタイと日本のブローカー、スナック経営者Y1・Y2に対する告訴状を作成して水戸地方検察庁に持参した。罪名は、誘拐罪・監禁罪・売春防止法違反であった。検事の対応は、「タイ人の名前がわからないのは話にならない」「誘拐はタイの問題」「監禁罪と売春防止法違反なら受けても良い」などとしたうえで、地検では捜査人員が少ないので茨城県警察本部へ行った方が良いというものであった。
県警本部では所轄署に提出するように言われ、支える会のメンバーらは下館警察署に向かった。対応した下館警察署の担当者は、すでに裁判が始まっていることを理由に「警察としては終わった事件」との認識を示した。支える会のメンバーは誘拐罪・監禁罪・売春防止法違反であると主張したが、最終的には「売春について重要な情報があったということで内偵に入る」との言質と引き換えに告訴状のコピーを渡すだけで引き下がった。ただし、その後スナックに捜査が入ることはなく、事件時から店名こそ変えたが、その後もそれまでと変わらない営業を続けた。
刑事告発が不調に終わったのを受けて、3人は支える会の支援のもと、9月16日に水戸地方裁判所土浦支部においてスナック経営者Y1・Y2に対する未払い賃金および慰謝料を求める民事訴訟を起こした。3人はスナックで、開店時間には出勤してホステスとして接客し、買春客と店外へ出ても閉店時間前であれば店に戻り、閉店後には掃除もしていた。第一審で証言に立ったY1・Y2は、女性たちはあくまでスナックのホステスとして雇っていたのであって、3,000円の時給も支払っており、3人の分も被害者に渡していたと証言していた。3人は、労働基準法の直接払いの原則をもとに被害者へ支払いは違法であるとして時給3,000円で計算した賃金と、Y1・Y2が売春の強制に関与していたことに対する慰謝料を加えて合計1,500万円を請求した。
当初Y1・Y2は全面的に争う姿勢を示したが、審理が進むと証人尋問を欠席するようになり、さらにY1・Y2の弁護人も辞任して、自らの主張の立証を事実上放棄した。裁判は1995年（平成7年）3月に結審し、同年6月、水戸地裁土浦支部はY1・Y2に1,200万円の支払いを命じる原告勝訴の判決を下した。

## 控訴審

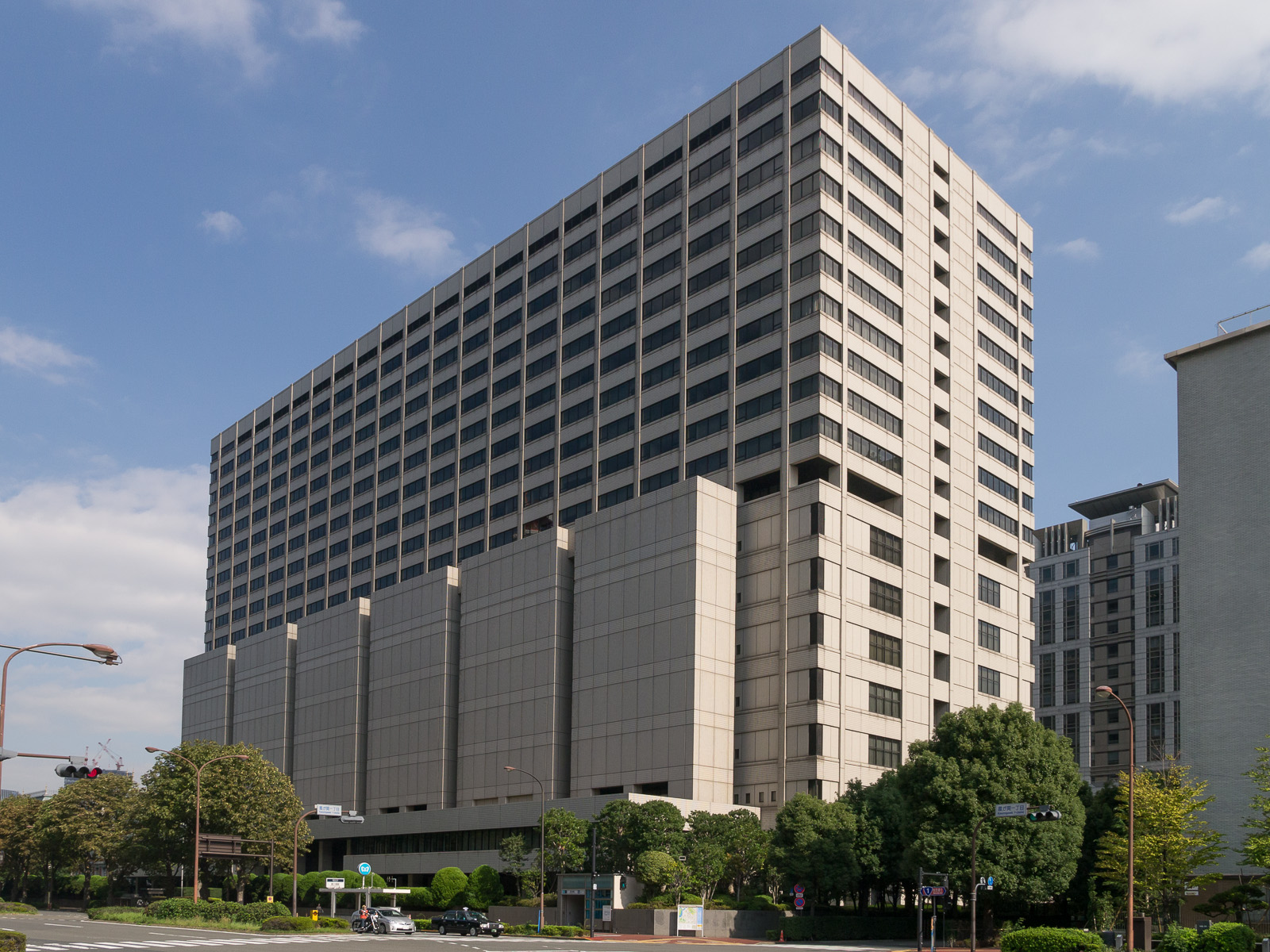
東京高等裁判所

### 控訴審の経緯
1994年（平成6年）12月9日、東京高裁で控訴審がはじまった。
弁護側は、1審に続いて強盗殺人を否認。捜査段階で強盗の意思や共謀を認めた供述調書は能力に欠ける通訳人によって作成されたものであり信用性に欠けると主張した。控訴審でも一審に続いて通訳人らの証人尋問が行われたが、弁護人を務めた加城千波弁護士によると、裁判所からは尋問内容を事前に書面で提出するよう求められ、「通訳人を試すような質問をしてはいけない。侮辱するような質問もしてはいけない」と念を押されたという。
このほか、弁護側は、令状もないまま、千葉県市原市のホテルの客室に侵入し、遠く離れた下館警察署まで連行し、貴金属などを提出させたのは任意捜査の限界を超えて違法であり、これらによって収集された証拠には証拠能力がないと改めて主張。さらに、殺人については正当防衛ないし過剰防衛にあたるとする主張の裏づけとして刑法学者の意見書を提出した。この意見書は、被殴打女性症候群という心理学的理論によりアメリカ合衆国では虐待から逃れるための殺害も正当防衛にあたると認められていると指摘し、下館事件でも適用されるべきだとするものであった。また、3人が被害者から奪ったとされるパスポートや身分証明書は本来3人自身のものであり、財産罪で刑法上保護されるべき財物とは言えないとし、3人がパスポートや身分証明書を取り返そうとしたことをもって強盗罪は成立しないと主張した。そして、これらや3人の置かれていた状況などの情状に照らして、一審の懲役10年は重過ぎるとして量刑不当を訴えた。

### 控訴審判決
1996年（平成8年）7月16日、東京高裁で控訴審判決が言い渡された。松本時夫裁判長の言い渡した判決は、「原判決を破棄する。被告人3名をそれぞれ懲役8年に処する。被告人らに対し、原審における未決勾留日数中各八〇〇日をそれぞれの刑に算入する」であった。
判決理由で松本裁判長は、まず捜査段階における通訳人に求められる能力について論じ、「捜査段階においては、捜査官らの取調べも、これに対する被害者等の供述も、犯罪に関するとはいえ、社会生活の中で生じた具体的な事実関係を内容とするものであり、特別の場合を除いて、日常生活における通常一般の会話とさほど程度を異にするものではない」とした上で、「日常生活において、互いに日本語で話を交わすに当たり、相手の話していることを理解し、かつ、自己の意思や思考を相手方に伝達できる程度に達していれば足りる」とし、「捜査段階である限り、漢字やかなの読み書きができることまで必要ではなく、法律知識についても、法律的な議論の交わされる法廷における通訳人の場合と異なり、通常一般の常識程度の知識があれば足りる」と判示した。また、弁護側が主張する通訳人の能力や基本姿勢について「いわば完璧なものを求めるに等し」いものであるとし、「捜査官に対して迎合的であったり、被疑者、あるいはその他の関係者等に対し予断や偏見を抱いたりすることが許されないのは当然である」が「現在多数の刑事事件で通訳の行われている実情に照らし、結局のところ、誠実に通訳にあたることが求められているというだけで足りる」と判示し、捜査段階での通訳人らの能力は「通訳能力を欠如していたものではないことは十分に肯認できる」と判断して弁護側の主張を退けた。
また、ホテルでの捜査や下館警察署への連行、所持品の領置等が違法捜査でありそれらで得られた供述や証拠品に証拠能力がないとの弁護側の主張についても、そのいずれの時も「警察官らが被告人らに強制にわたるような実力を行使したということは全く認められ」ないなどと認定し、「被告人らの入っていた客室に鍵を開けて立ち入り、被告人らに職務質問をしたり、パスポートの提示を求めたりし、次いで、被告人らを自動車で下館警察署まで同行し、さらに被告人らにその所持する現金や貴金属類などの任意提出を求め、被告人らの提出した所持品につき領置手続をとった一連の行為は、警察官職務執行法の要件を備え、また、任意捜査として許容される範囲を逸脱したものでないことが明らか」とした。
3人が最も強く否定していた強盗の意思については、「被告人らが、（被害者）においては未だ血が流れ、肌も温かく、果してすでに絶命したかどうかはっきりしない状態にあるのに、その体からその身につけていた貴金属類を次々と奪い取っていったということは、当初からそのような行為に出る意思があったことを強く窺わせる」とし、「本件が、金銭的な利得のみを目的とした犯行でないことは明らかである。被告人らが、（被害者）を殺害しようとした動機は、主として、（被害者）の下で束縛されて売春などを強制されているという状態から逃れたいということにあったことは確かである」と認めつつ、「従たる目的とはいえ、殺害することを手段として、（被害者）から被告人ら名義のパスポートを含め、これを入れていると窺える前記ウエストポーチと皮製赤色手提鞄、さらには（被害者）の身につけている貴金属類を強取する意思のあったこと、また、右のような意味での強盗の共謀が（中略）、（被害者）を殺害することの共謀と一体となって成立したことは、十分に肯認できる」と判断した。そして、パスポートや身分証明書も一般論として「強盗罪の客体たる財物となる」として「強盗罪における保護法益については、財物を事実上所持する者が法律上正当に所持する権限を有するかどうかにかかわらず、現実にこれを所持している以上、物の所持という事実状態を保護し、不正の手段、例えば暴行脅迫という実力行使によってこれを侵害することは許されないと一般に解されている」と判示し、「（被害者）の所持していた右各パスポート等を被告人らが実力で奪取する行為は許されないというべきである」として「右各パスポートについても、強盗殺人罪が成立することは明らか」と断じた。
最後に、弁護側の量刑不当の主張については、「犯行の態様も、極めて残虐」「本件の犯情は極めて悪く、被告人三名の刑事責任はいずれも重大」とする一方で、犯行に至った事情として以下の事実を認定した。
その上で、「強盗殺人罪の法定刑のうち無期懲役刑を選択して酌量軽減の上、被告人三名をそれぞれ懲役一〇年に処した原判決の量刑は、なお重過ぎ、このまま維持することは相当でない」として原判決を破棄、懲役8年とした。
3人が強く否定していた強盗殺人罪の認定は変わらず、弁護側の主張のうち量刑不当だけを認めた判決であった。弁護側が、被殴打女性症候群を示して主張した正当防衛についても、「正当防衛行為に当たらないことが明らか」とし、踏み込んだ言及はなかった。

## 裁判後
控訴審判決後、3人は上告せず懲役8年とした控訴審判決が確定した。3人は服役し、刑期を終えて出所するとタイに帰国した。
支える会は控訴審判決を受けて3人に上告の意思がないことを確認すると活動を停止。事実上解散した。ただし、この時の支援者同士のつながりはその後も継続されている。

## 影響

### 同種事件の支援活動への影響
支える会の支援活動は、逮捕直後の差入れや面会に始まり、起訴状や裁判資料の翻訳、拘置所での処遇改善を求める申し立て、スナック経営者に対する民事訴訟など多岐にわたった。支える会は、3人を殺人事件の加害者としてではなく人身売買の被害者であると位置づけ、講演会やシンポジウム、事件をテーマにした演劇の上演、3人の手紙を中心とした書籍の出版など、一般市民に向けた啓発活動も行った。また、下館事件前後には同種の事件が続いており、そうした他の事件の裁判の支援団体とも積極的に交流することでネットワークを広げ、新小岩事件や茂原事件の支援団体とは署名運動やデモ活動、集会などを共催している。
支える会の支援活動は、同種の事件の中で初めて人身売買を前面に出した支援活動であった。そして、当時は裁判支援と同時に啓発運動も行う団体は珍しかった。こうした取り組みがマスメディアで報道されたこともあって、支える会には在日外国人の支援団体だけでなく、学生や研究者、ジャーナリストなどさまざまな人々が参加し、多様な活動の展開を可能にした。同種の事件の支援活動の中でも、支える会の活動は大規模かつ多岐にわたるものとなった。支える会の活動は、民事訴訟での全面勝訴の要因にもなったと評されている。
支える会のこうした活動は、先進的な取り組みとしてその後の同種事件の支援活動のモデルとなった。また、支える会の構築したネットワークは、支える会の解散後も継続している。

### 通訳人の能力に関する裁判例として
控訴審判決では、「捜査段階においては、捜査官らの取調べも、これに対する被害者等の供述も、犯罪に関するとはいえ、社会生活の中で生じた具体的な事実関係を内容とするものであり、特別の場合を除いて、日常生活における通常一般の会話とさほど程度を異にするものではない」とした上で、「日常生活において、互いに日本語で話を交わすに当たり、相手の話していることを理解し、かつ、自己の意思や思考を相手方に伝達できる程度に達していれば足りる」とし、「捜査段階である限り、漢字やかなの読み書きができることまで必要ではなく、法律知識についても、法律的な議論の交わされる法廷における通訳人の場合と異なり、通常一般の常識程度の知識があれば足りる」と判示した。また、「捜査官に対して迎合的であったり、被疑者、あるいはその他の関係者等に対し予断や偏見を抱いたりすることが許されないのは当然である」が「現在多数の刑事事件で通訳の行われている実情に照らし、結局のところ、誠実に通訳にあたることが求められているというだけで足りる」とした。これは、捜査段階における通訳人に必要とされる能力について判示した裁判例として知られている。
法務省刑事局付検事（現在は弁護士）の甲斐淑浩は、この判決で示された通訳人に求められる能力や姿勢については妥当なものであると評価している。一方で弁護団の加城千波は、「多数の刑事事件で通訳が行われている実情に照らし」とされたことに対して、「『そうでなくても通訳人が足りない。日常会話さえできれば日本語が読めなくても法律知識がなくてもいい』と言っているに等しい」とし、「被疑者・被告人の権利よりも捜査の実情を重視」するものと批判している。
刑法学者の田中康代は、本件について「パスポートを取り戻すという意思がいつ彼女等に生じたかを正確に認定するにはその内心面をかなり詳細かつ具体的に問いただすことが必要」と指摘し、「相当高度な日本語の理解力及び表現力が必要だったのではなかろうか」と判決に疑問を呈している。さらに、判決で「『尋問に対する答えにかなり誤訳』があったことを認めながらも、通訳人の能力を認めているが、その根拠が筆者には読み取れない」と評している。
また、法廷通訳人を長く務めてきた長尾ひろみは、1990年代半ば以降、法務省や検察庁、裁判所が希望する通訳人に対してセミナーを開いているが質量とも伴っていないとして、下館事件のような事例は「程度の差はあれ、似たような問題は日常的に起こっている」可能性があると指摘している。この点に関しては、甲斐淑浩も「捜査段階においても、適正な通訳を行うためには、通訳人が日本の刑事手続きの概要や基本的な法律用語に関して基本的知識を有していた方が適切であるので、通訳を依頼した際に適宜日本の刑事手続等を説明したり、通訳人を対象とする研修の場などを通じて、理解を深めてもらうことが大切である」と述べている。